# 1121-й навчальний зенітний ракетний полк (Україна)
1121-й навчальний зенітний ракетний полк (1121 НЗРП, в/ч А3435) — навчальна частина з підготовки фахівців для частин протиповітряної оборони, за організаційно-штатною структурою входив до складу 169 навчального центру Сухопутних військ Збройних сил України.

## Історія
Свою історію полк розпочав у місті Золотоноша Черкаської області як 717-й зенітний артилерійський дивізіон 1261-го кадрового артилерійського полку 18-ї гвардійської механізованої Корсунь-Дунайської ордена Суворова дивізії 20-го стрілецького корпусу Київського військового округу, який 20 липня 1950 року було переформовано у 2502-й зенітний артилерійський полк малої зенітної артилерії і переведено на штат мирного часу.
10 серпня 1950 року вийшла директива Начальника Генерального штабу Збройних Сил СРСР про вручення частині бойового прапора — цей день вважається днем народження полку. Далі частину було передислоковано до міста Сміла Київської області.
4 березня 1955 року полк було перейменовано у 1068-й зенітний артилерійський полк.
1 вересня 1955 року полк було переформовано у 622-й окремий зенітний артилерійський дивізіон.
30 березня 1957 року дивізіон перейшов до складу 112-ї гвардійської Звенигородської Червонопрапорної ордена Суворова ІІ ступеня мотострілецької дивізії.
1959 року дивізіон було передислоковано в район села Виповзів.
5 серпня 1960 року дивізіон було переформовано у навчальну частину.
11 липня 1979 року дивізіон було переформовано у 1121-й навчальний зенітний артилерійський полк.
4 лютого 2000 року полк було переформовано у 1121-й навчальний зенітний ракетний полк.
За високі показники в бойовій підготовці 1121-й НЗРП 11 грудня 1991 року був нагороджений Перехідним Червоним прапором Військовою радою Київського військового округу.
30 жовтня 2007 року 1121 навчальний зенітний ракетний полк переформований в 1121 окремий навчальний зенітний ракетний дивізіон.
7 серпня 2013 року Бойовий прапор частини був переданий на зберігання до Національного військового історичного музею України м. Київ.
З 31 травня 2015 року дивізіон переформовано в 1121 окремий навчальний зенітний ракетно-артилерійський полк.

## Примітка
| Офіційно початок історії полку розпочинається з дня вручення йому Бойового прапора.[джерело?] Але його історію можна розпочинати[джерело?] з 1 серпня 1942-го року — дня, коли була сформована 41-а гвардійська стрілецька Корсунь-Дунайська ордена Суворова ІІ ступеню дивізія. Саме ця дивізія по завершенню бойових дій у Європі була передислокована до Черкас і переформована у 18-ту механізовану дивізію. |

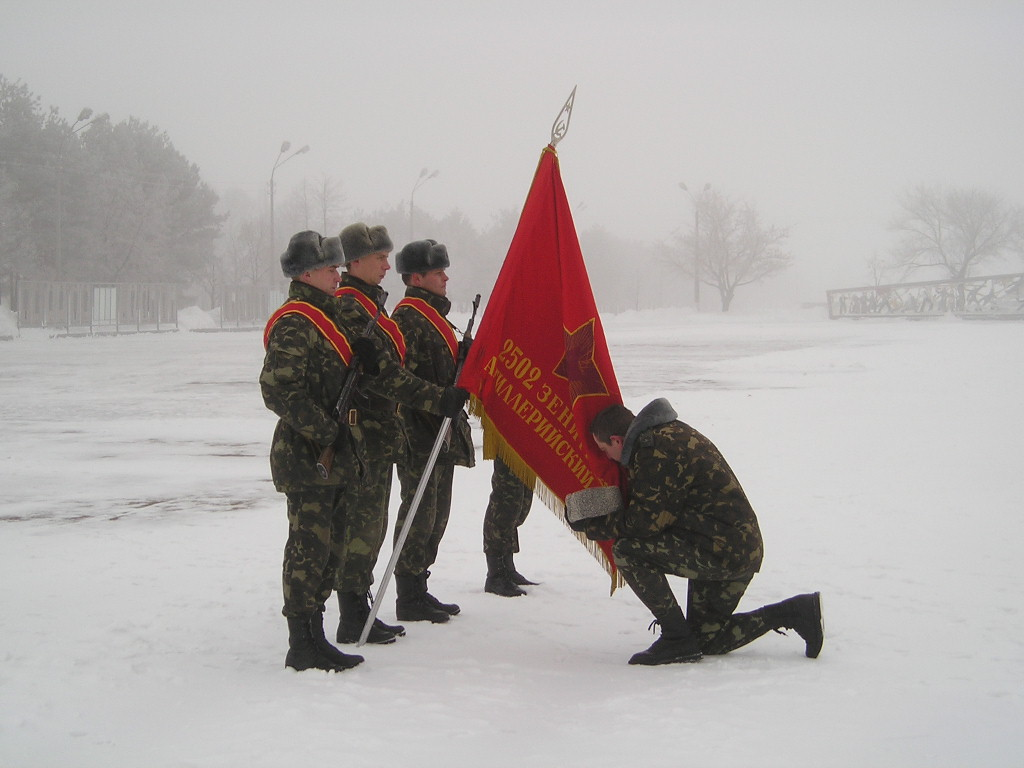
Прощання з Бойовим прапором полку
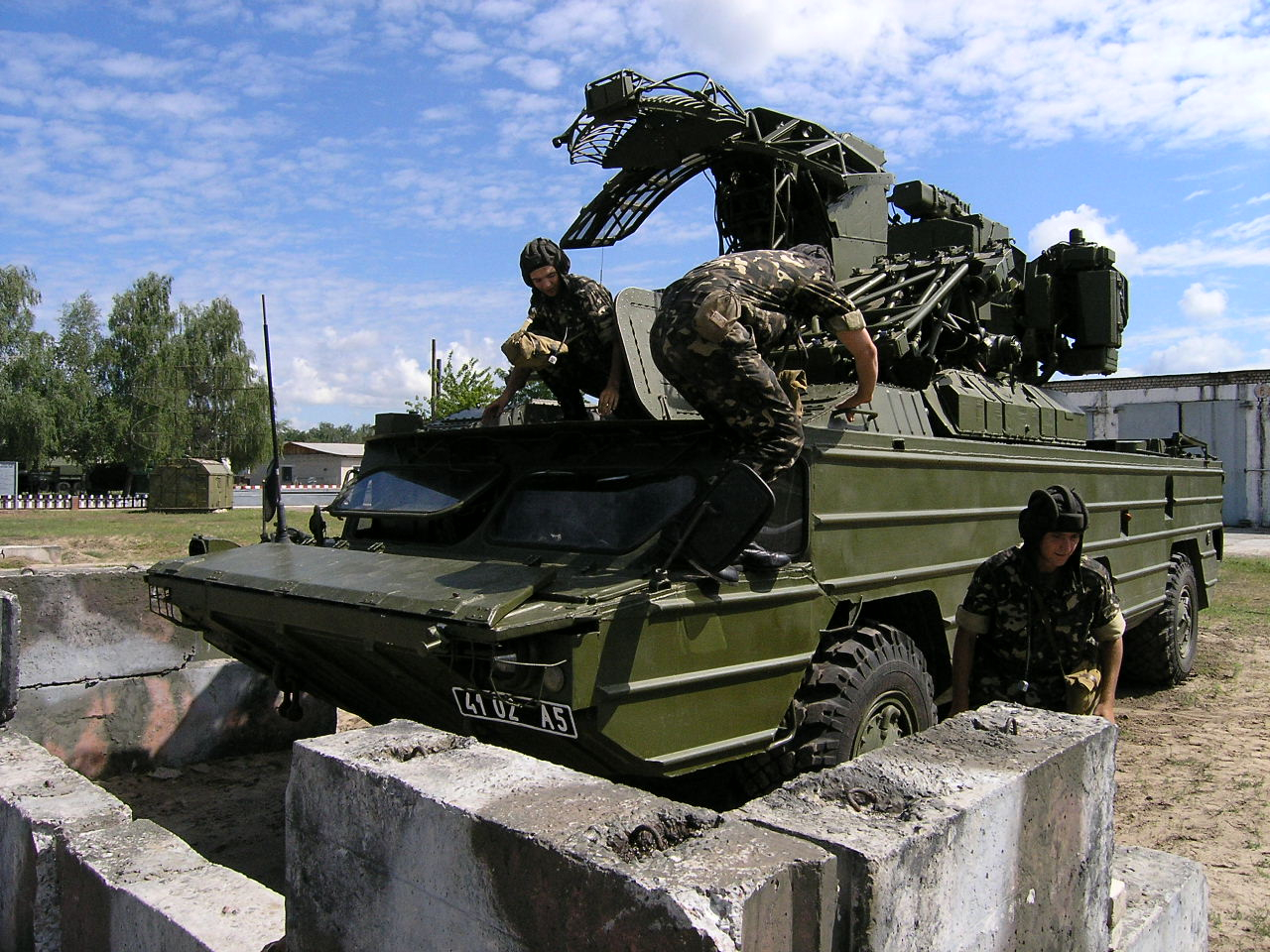
На заняттях з бойової підготовки
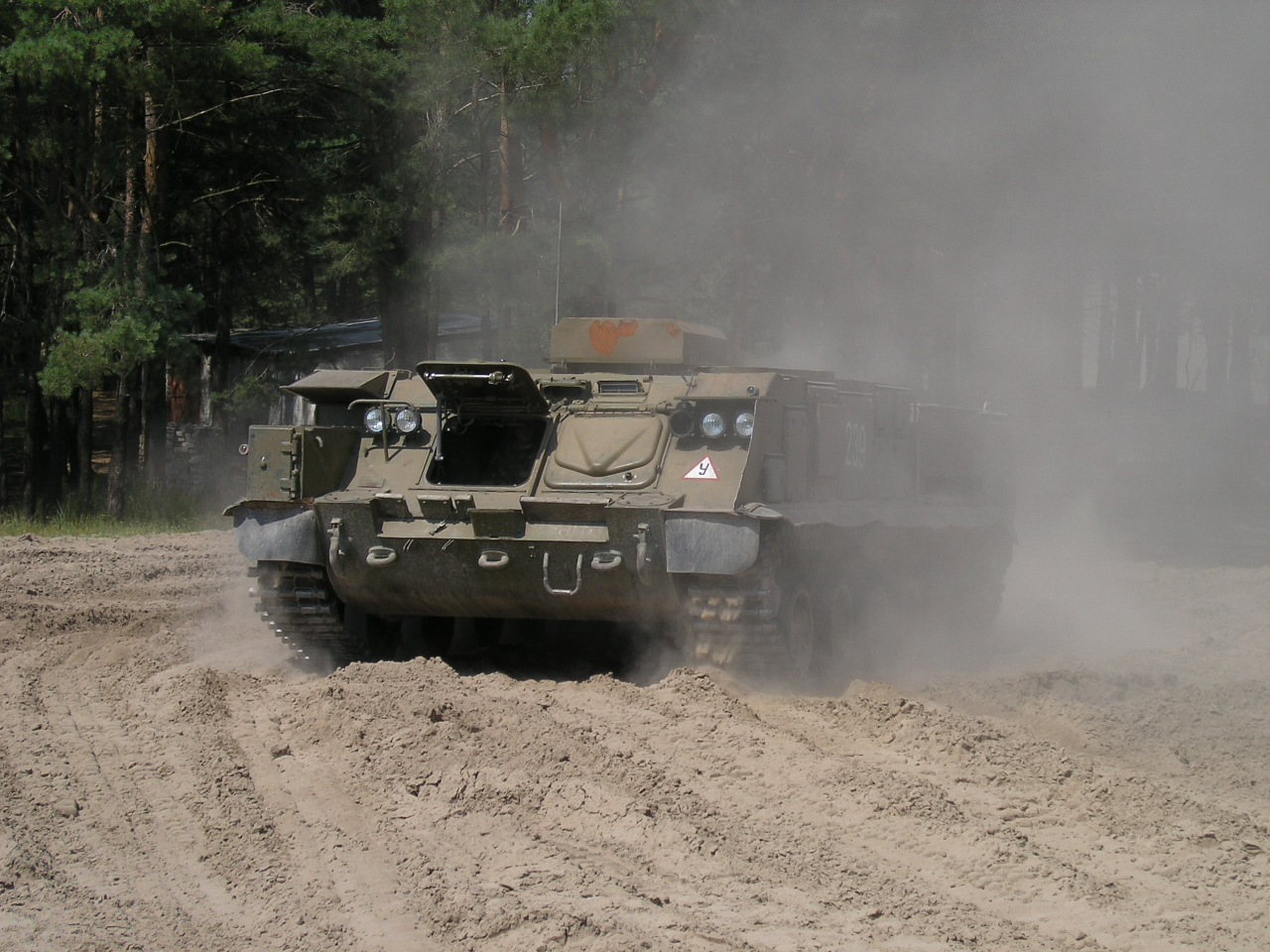
Водіння бойових машин

## Символіка
Щит нарукавної емблеми дивізіону — чорного кольору. Посередині щита зображено розкриту книгу срібного (білого) кольору на тлі натягнутого лука срібного (білого) кольору зі стрілою золотого (жовтого) кольору та схрещених ракети і гарматного ствола золотого (жовтого) кольору.
Лук зі стрілою, гарматний ствол і ракета свідчать про приналежність дивізіону до зенітних ракетних військ та його основне завдання — підготовку молодших фахівців для цього роду військ. Розкрита книга символізує навчання. На стрічці у нижній частині щита девіз частини: «Прикриємо надійно».

## День частини
10 серпня.

## Командування
- 2006—2007 — підполковник Суховєєв Валерій Анатолійович.
- 2021-2025 - полковник Дитюк Микола Вікторович.
- 2004- 2006 - начальник штабу- перший заступник підполковник Суховєєв Валерій Анатолійович
- 2003- 2004 Заступник командира підполковник Суховєєв Валерій Анатолійович